# 萊莎·寇希
萊莎·寇希，全名伊莉莎白·莎莉亞·寇希（英語：Elizabeth Shaila Koshy，1996年3月31日—）是美國女演員、電視節目主持人、喜劇演員和YouTuber。在創辦YouTube頻道之前，她於2013年在Vine上開始了自己的職業生涯。她的主要YouTube頻道擁有超過1700萬訂閱者，兩個頻道的總觀看次數超過30億。她曾四度獲得串流獎，並被《時代雜誌》評為2019年互聯網上最具影響力的25人名單。

## 外部連結
- 萊莎·寇希在互联网电影资料库（IMDb）上的資料（英文）